# Hans Scupin
Hans Scupin (* 29. April 1869 in Ottendorf, Schlesien; † 22. November 1937 in Seddin (bei Potsdam)) war ein deutscher Geologe.

## Leben
Er war der Sohn eines Gutsbesitzers. Nach dem Abitur in Breslau 1888 studierte er Naturwissenschaften und Mathematik in Breslau, Heidelberg und Berlin, zuletzt mit dem Schwerpunkt Geologie und Paläontologie. Während seines Studiums wurde er Mitglied beim VDSt Breslau und beim VDSt Heidelberg. 1895 wurde er promoviert und wurde Assistent an der Universität Breslau. 1899 habilitierte er sich in Halle (Die Spiriferen Deutschlands), wo er 1908 Professor wurde. 1917/18 war er als Wehrgeologe an der Front, wofür er das Eiserne Kreuz 2. Klasse erhielt.
1918 wurde er Professor an der Landesuniversität Dorpat, nachfolgend Universität Tartu, wo er bis 1927 lehrte, aber gleichzeitig Honorarprofessor in Halle wurde, wo er 1928 bis 1935 lehrte. Im Jahr 1925 wurde er zum Mitglied der Leopoldina gewählt. Er starb nach einem Autounfall.
Neben seiner akademischen Tätigkeit war er als Gutachter für den Braunkohle- und Kalisalzbergbau tätig.

## Schriften
- Ueber Nephrotus chorzoviensis H. v. MEYER. In: Zeitschrift der Deutschen geologischen Gesellschaft, 55, Tafel XXI-XXII, Berlin 1903, S. 465–474.
- Geologischer Führer durch die Nordsudeten, Sammlung Geologischer Führer, Borntraeger 1933
- Transgression und Regression als einheitlicher Vorgang, Geologische Rundschau, Band 14, 1923, S. 328–336.